# Thrive
Thrive ist ein freies Evolutions-Simulationsspiel für Windows und Linux. Seit 2009 befindet sich das Spiel in Entwicklung und ist 2016 als Early-Access-Titel auch via Steam und itch.io erschienen. Das Projekt versteht sich als geistiger Nachfolger von Spore (Electronic Arts, 2008).

## Spielprinzip

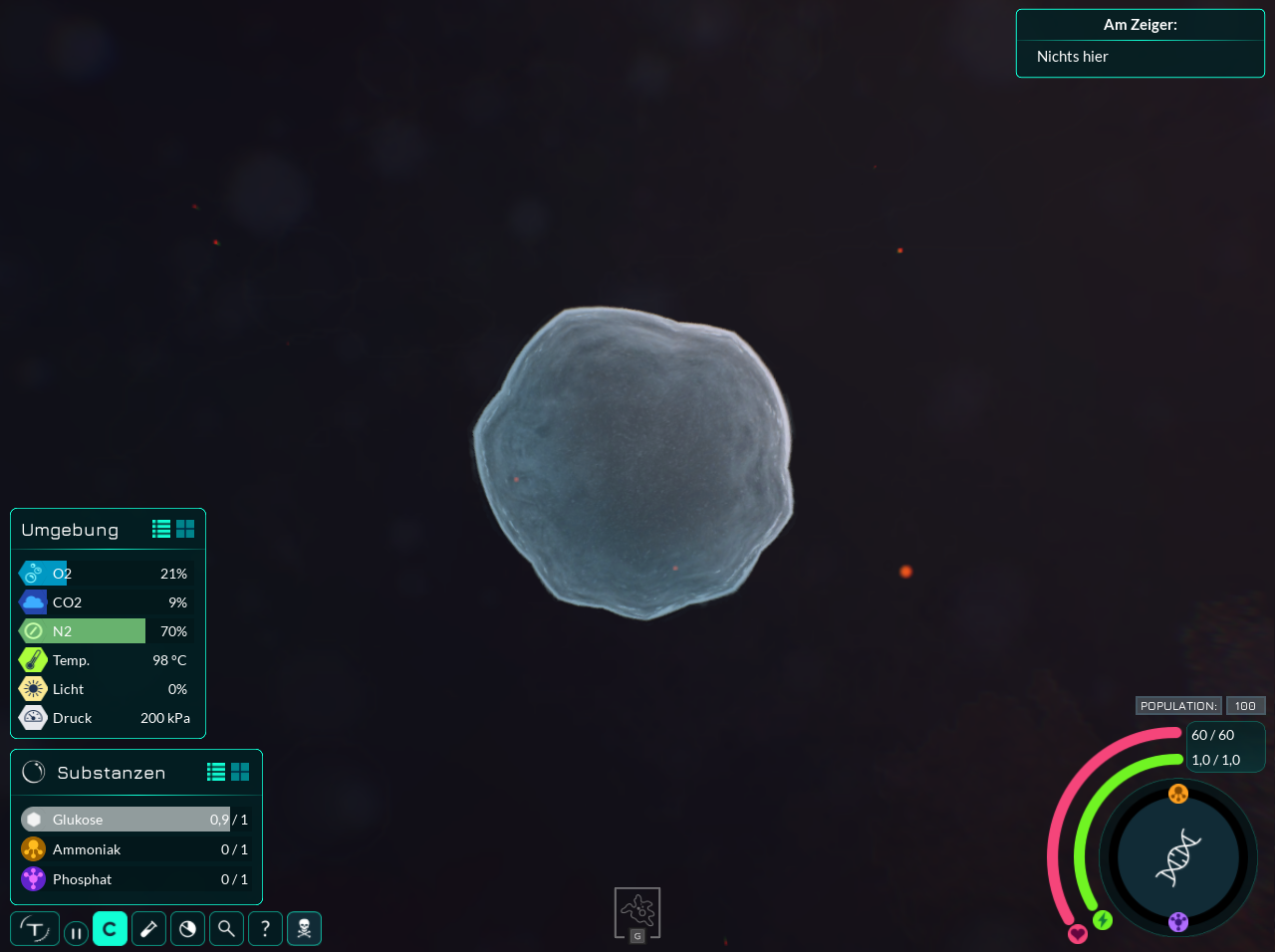
Screenshot des Spiels im Mikroben-Stadium

Im Gegensatz zu Vorbild Spore soll Thrive näher an wissenschaftliche Erkenntnisse angelehnt sein. Ein Spiel ist in acht Stadien mit jeweils anderem Gameplay unterteilt. Jedes Stadium repräsentiert dabei ein evolutionäres Entwicklungsstadium vom Einzeller bis zur multistellaren Zivilisation:
1. Das Mikroben-Stadium
2. Das Multizelluläre Stadium
3. Die Bewusstseinsphase
4. Die Aufwachphase
5. Die Gesellschaftsphase
6. Das Industriestadium
7. Die Raumfahrtphase
8. Der Aufstieg

### Das Mikroben-Stadium
Das bisher einzig spielbare Stadium ähnelt der Zellphase aus Spore. Der Spieler navigiert eine Mikrobe über ein zweidimensionales Spielfeld und sucht nach Verbindungen, die ihrem Einzeller das Überleben erleichtern. Andere Zellen können dem Spieler dabei zum tödlichen Verhängnis werden. Im Mikroben-Editor kann die eigene Spielfigur mit gesammelten „Mutationspunkten“ um Zellfunktionen und Organellen, wie Zytoplasmen oder Vakuolen, erweitert werden.

## Entwicklung
Das Spiel ist auf Grundlage der ebenfalls freien Spiel-Engine Godot in der Programmiersprache C# geschrieben. Über 300 Entwickler steuerten seit 2012 via GitHub Code zum Projekt bei. Der Quellcode ist unter der GNU General Public License freigegeben, die Vermarktung erfolgt als Donationware.
Gestartet wurde das Projekt 2009, damals noch unter dem Projektnamen Evolutions!, aus Enttäuschung über unerfüllte Erwartungen des im Jahr zuvor erschienenen Vorbilds Spore. Die Entwicklung erfolgt spendenfinanziert über die Social-Payment-Plattform Patreon. Dort wird das zu diesem Zweck gegründete Unternehmen Revolutionary Games von über 270 Unterstützern mit mehr als 750 Euro monatlich gefördert. Darüber hinaus kann Thrive neben der kostenfreien Verfügbarkeit über die Website und Flathub seit dem 26. November 2021 auch bei den Spielehändlern Steam und itch.io käuflich erworben werden. Den Entwicklern zufolge soll das Spiel dauerhaft kostenlos spielbar bleiben, den Kauf bei einem der Händler sähen sie als Spende an.

## Rezeption
Computerspielemagazin Kill Screen vergleicht die Erfahrung von Thrive damit, „in ein Open-Book-Biologie-Quiz geworfen“ zu werden. „Thrive versucht immer noch, das richtige Gleichgewicht zwischen seiner ‚Liebe zur Wissenschaft und [seiner] Liebe zu Spielen‘ zu finden. Die Macher haben nicht gescherzt, als sie sagten, sie wollten, dass es wissenschaftlich genau ist.“ Es sei jedoch „lobenswert, was das ehrenamtlich tätige Team seit seiner Gründung aufgebaut hat.“
BrothersInGaming sieht in Thrive das Spiel, das „Spore hätte sein können“. Publisher EA habe den Inhalt des Originaltitels zu stark beschnitten und die Technologie sei zum Erscheinungszeitpunkt 2008 noch nicht fortgeschritten genug gewesen, um das Potential der Spielidee auszuschöpfen. Spore erschien zu einem Zeitpunkt, zu dem die Implementierung eines „komplexen, funktionierenden physikalischen Systems für die Spieleindustrie revolutionär“ gewesen wäre. Thrive entwickle sich zwar sehr langsam, „bei der exquisiten Menge an Details und Arbeit, die sie bisher in ihre Zellphase gesteckt haben, kann man sich nur vorstellen, welche anderen Funktionen sie einbauen würden, wenn sie die anderen Phasen erreichen.“, so der Computerspiele-Blog.
GamingOnLinux bemängelte 2019 zum damaligen Entwicklungsstand eine mangelhafte Steuerung: „In der jetzigen Form ist es sehr grob und die Steuerung fühlt sich wirklich nicht gut an.“ 2022 erwähnte Github den Wechsel von Thrive zur Godot-Engine als Beispiel dafür, wie die Open-Source-Entwicklung die Spieleindustrie demokratisiere.